# Neheszi (kincstárnok)
Neheszi (nḥsỉ) ókori egyiptomi kincstárnok volt a XVIII. dinasztia idején, Hatsepszut uralkodása alatt. Neve alapján núbiai származású lehetett.
Ábrázolják Hatsepszut Dejr el-Bahari-i halotti templomában, ahol a leírás szerint ő indította el a királynő expedícióját Punt földjére a kilencedik uralkodási évben. Ezt egyesek úgy értelmezik, hogy végig ő vezette az expedíciót. Az expedícióra öt hajó indult el, mindegyik hetven láb hosszú, rajtuk 210 főnyi legénység (tengerészek és 30 evezős). Tartottak velük tudósok is, akik feljegyzéseket készítettek Punt lakóiról, valamint állat- és növényvilágáról, hasonlóan azokhoz, akik háromezer évvel később Napóleont kísérték el Egyiptomba. Neheszi sziklasírja a szakkarai Bubaszteion területén épült. Egy kápolnája is épült Gebel esz-Szilszilében (No. 14).
Hatsepszut idejéből ismert Tai kincstárnok neve is. Egy elmélet szerint a kincstárnoki pozíciót megosztották a két országrész között, és Neheszi az alsó-egyiptomi, Tai a felső-egyiptomi kincstárnok volt. Az is lehet azonban, hogy Tai Neheszit követte a kincstárnoki pozícióban.

## Fordítás
- Ez a szócikk részben vagy egészben  a   Nehsi című angol Wikipédia-szócikk ezen változatának fordításán alapul.  Az eredeti cikk szerkesztőit annak laptörténete sorolja fel. Ez a jelzés csupán a megfogalmazás eredetét és a szerzői jogokat jelzi, nem szolgál a cikkben szereplő információk forrásmegjelöléseként.
- Ez a szócikk részben vagy egészben  a   Nehesi (Schatzmeister) című német Wikipédia-szócikk ezen változatának fordításán alapul.  Az eredeti cikk szerkesztőit annak laptörténete sorolja fel. Ez a jelzés csupán a megfogalmazás eredetét és a szerzői jogokat jelzi, nem szolgál a cikkben szereplő információk forrásmegjelöléseként.